# Valaisia Brass Band
Die Valaisia Brass Band ist eine Brassband aus Chermignon (Wallis) in der Schweiz.
Das Ensemble wurde 2008 gegründet und wird seitdem von Arsène Duc dirigiert.

## Geschichte
Im Jahr 2009 gewannen sie ihren ersten und anschließend sechs Mal hintereinander den Schweizer Meistertitel beim Schweizerischen Brass Band Wettbewerb (2015–2021). Im Jahr 2017 gelang der Valaisia Brass Band ein Triumph bei der British Open Brass Band Championship. Sie wurden als erstes Ensemble des europäischen Kontinents und drittes Ensemble überhaupt (nach zwei Ensembles aus Neuseeland in den Jahren 1924 und 1953) in der 165-jährigen Geschichte des Wettbewerbs, der hauptsächlich von englischen und walisischen Ensembles dominiert wurde, ausgezeichnet. Im Jahr 2018 folgte der Gewinn des Europameistertitels bei der European Brass Band Championship in Utrecht, Niederlande.
Im Dezember 2018 belegte sie den zweiten Platz in der von der Fachzeitschrift 4barsrest erstellten Weltrangliste der besten Brassbands.

## Titel und Auszeichnungen

### Schweizerischer Brass Band Wettbewerb (SBBW)
- 1. Rang: 2009, 2015–2019, (2020 Covid), 2021, 2024

### Swiss Open Contest
- 1. Rang: 2013, 2024
- 2. Rang: 2012 und 2014

### European Brass Band Championship (EBBC)
- European Champion 2018 – Utrecht (NL)
- 2. Rang: 2017 und 2022 – Ostende (BE) und Birmingham (GB)

### British Open Brass Band Championship
- British Open Champion – 2017
- 2. Rang: 2018
- 2. Rang: 2023

Quelle: